# Recolhimento do Monte Alegre de Macaúbas
O Recolhimento do Monte Alegre de Macaúbas, também conhecido por Mosteiro de Macaúbas ou Convento de Macaúbas é uma instituição religiosa fundada pelo eremita Félix da Costa em 1712, localizado em Santa Luzia, Minas Gerais, Brasil. 

## Construção
A construção do recolhimento teve início em 1714, via autorização eclesiástica, visando a edificação para a residência de doze moças. 
O Recolhimento foi o primeiro colégio feminino de toda a região, que teve como alunas as filhas de Chica da Silva. Foi um dos raros espaços educacionais da capitania onde mulheres tinham acesso formal ao ensino. Em 1933, o Colégio foi fechado.
O convento ou Recolhimento de Macaúbas, que possui em sua estrutura a Ermida (pequena capela) da Nossa Senhora da Conceição de Macaúbas, é local de residência de freiras em regime de clausura, sendo portanto fechado ao público. Possui em seu interior capela entalhada em ouro. 
A edificação principal tem dois pavimentos e conta com prédios adjacentes, uma capela central, espaços de benfeitorias, três casas externas utilizadas para hóspedes e visitantes, além de excelente área verde, destinada a pastagens de animais e cultivo de pomar. 

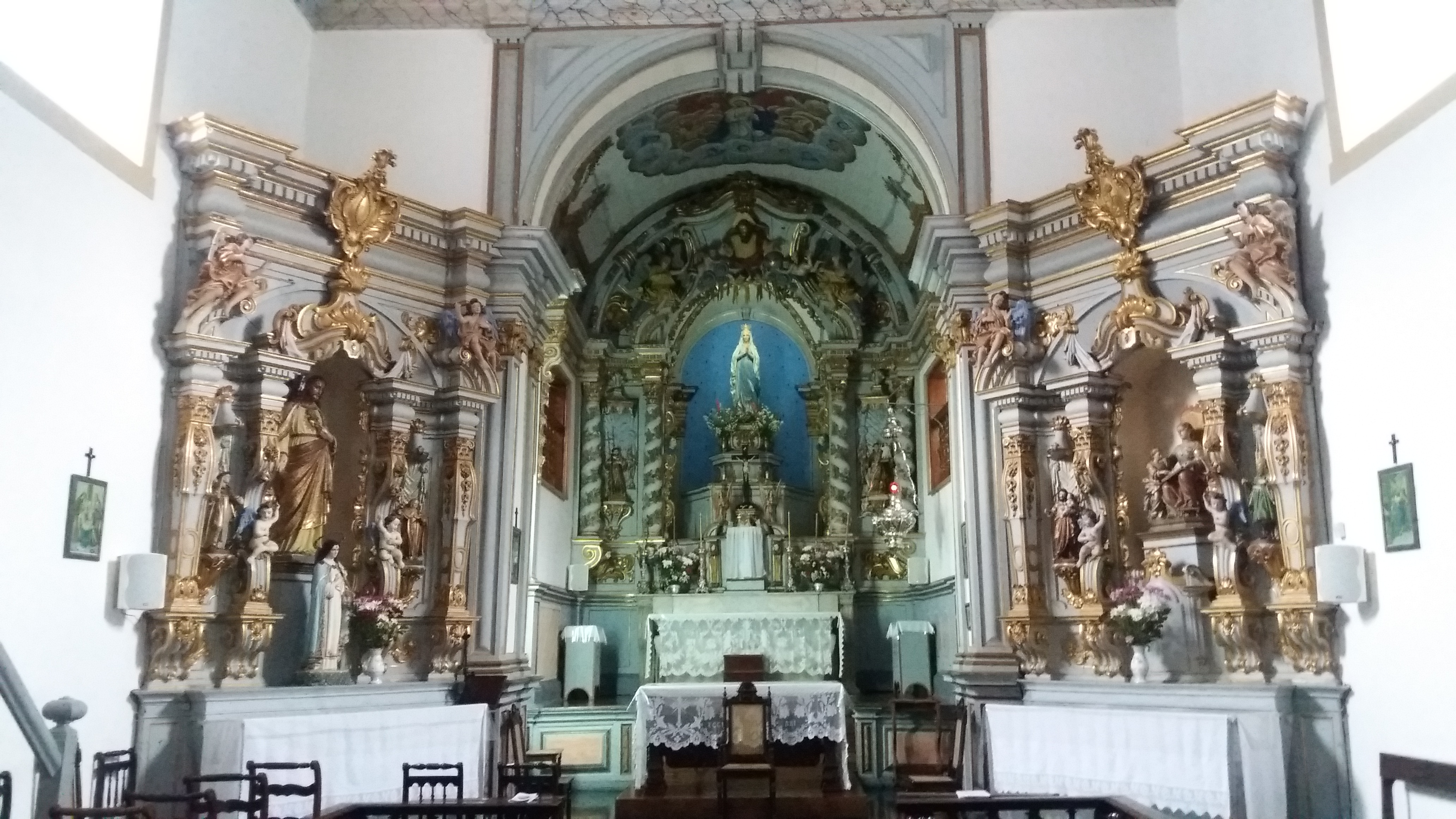
Visão ampla do altar

O tombamento estadual do Mosteiro de Macaúbas foi aprovado em 1978 e inscrito no Livro do Tombo de Belas Artes e no Livro do Tombo Histórico, das obras de Artes Históricas e dos Documentos Paleográficos ou Bibliográficos e é listado no Guia de Bens Tombados do Instituto Estadual do Patrimônio Histórico e Artístico de Minas Gerais.